# Campitello di Fassa

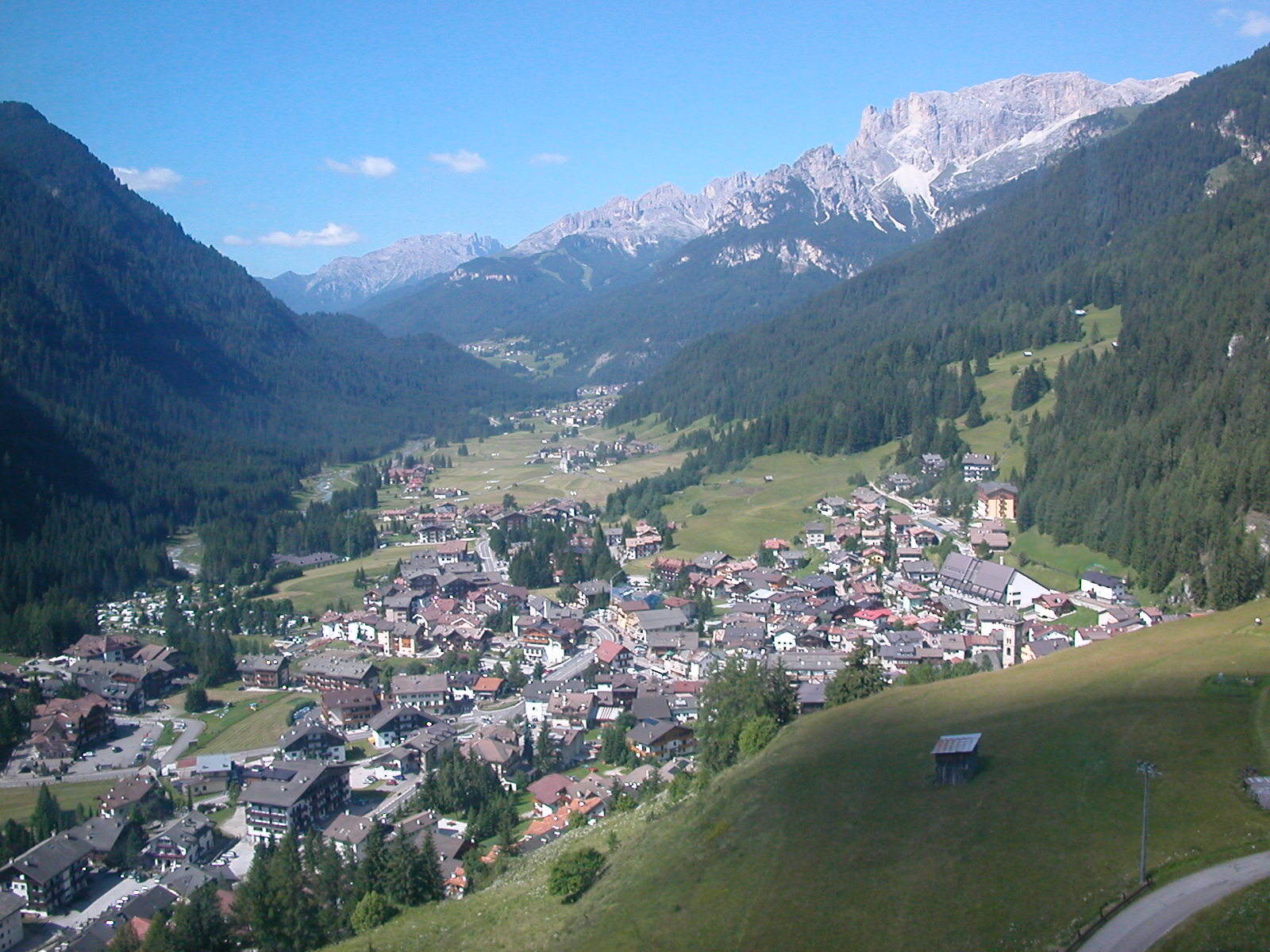
Campitello di Fassa (2008)

Campitello. Historisches Luftbild von Werner Friedli (1957)

Campitello di Fassa (ladinisch Ciampedèl, deutsch veraltet Kampidel im Fassatal) ist eine italienische Gemeinde (comune) mit 700 Einwohnern (Stand 31. Dezember 2023) in der Provinz Trient (Region Trentino-Südtirol). Sie gehört zur Talgemeinschaft Comun General de Fascia.

## Geographie
Campitello di Fassa liegt etwa 65 km nordnordöstlich von Trient im Fassatal an der orographisch rechten Seite des Avisio an der Einmündung des Val Duron. Das Gemeindegebiet grenzt an die Gemeinden Mazzin und Canazei in der Provinz Trient sowie an die Südtiroler Gemeinden Kastelruth, St. Christina in Gröden, Tiers und Wolkenstein in Gröden. Campitello di Fassa ist von mehreren Dolomitengruppen umgeben, so im Osten von der Marmolata-, im Nordwesten von der Langkofel- und im Südosten von der Rosengartengruppe.

## Verwaltungsgliederung
Zur Gemeinde Campitello di Fassa gehören auch die Fraktionen Cercenà, Fossel und Pian.

## Bevölkerungsentwicklung
| Jahr      | 1921 | 1931 | 1951 | 1961 | 1971 | 1981 | 1991 | 2001 | 2019 |
| --------- | ---- | ---- | ---- | ---- | ---- | ---- | ---- | ---- | ---- |
| Einwohner | 544  | 514  | 481  | 477  | 588  | 653  | 708  | 732  | 707  |

Quelle: ISTAT

## Tourismus
Der Tourismus hat Campitello di Fassa den Antrieb zu einem weitverbreiteten Wachstum in jeder wirtschaftlichen Branche gegeben und ist zur wichtigsten Einnahmequelle der gesamten Bevölkerung geworden. Campitello di Fassa war das erste alpin-touristische Zentrum des Fassatales, Ausgangspunkt für fast alle Touren in die umliegenden Berggruppen der Dolomiten. Der heutige Ort erstreckt sich entlang der Dolomitenstraße und wird von dem massiven, eindrucksvollen Langkofel beherrscht.
Die den Heiligen Philippus und Jakobus geweihte Dorfkirche ist eine der ältesten im Tal, sie wird schon in einem Dokument des Jahres 1245 erwähnt. Sie liegt etwas erhöht. Kampidel liegt am Auslauf des Durontales, das nach dem gleichnamigen Bach benannt ist und die Rosengartengruppe von dem Langkofel teilt. Seit Jahrhunderten ist dieses Tal der Weidegrund der Gemeinde Kampidel, es ist auch bekannt als „die Straße des Brotes und des Weines“, da die Hirten und Händler der Seiser Alm diesen Weg ins Fassatal nahmen. Campitello ist einer der Einstiegsorte für die Sellaronda, der Umrundung per Ski des Sellamassivs.